# 인천아람초등학교
인천아람초등학교는 대한민국 인천광역시 서구에 있는 공립 초등학교이다.

## 학교 연혁
- 2023년 3월 1일 : 개교